# براق (نفربر)
بُراق نوعی نفربر ایرانی است که توسط سازمان صنایع دفاع ایران تولید می‌شود. از جمله تجهیزات آن می‌توان به انواع توپ‌ها، موشکهای ضد زره، خمپاره انداز و راکت‌ها اشاره کرد. این نفربر توسط صنایع شهید کلاهدوز وزارت دفاع و پشتیبانی نیروهای مسلح ساخته و توسعه یافته‌است.
نام این نفربر از اسب پیامبر اسلام براق برگرفته شده که طبق احادیث داستان معراج، محمد بن عبدلله در شهر مکه در کشور حجاز با سوار شدن بر آن اسب از مسیر هوایی به مسجد الاقصی رفت. (عروج کرد). نفربر براق هم از نظر رنگ و هم از نظر جابه جایی در برف و سرمای زمستان یکی از بهترین ها محسوب می شود.

## مشخصات فنی
بر اساس گزارش‌های خبرگزاری‌های ایران، نفربر براق از روی نسخه روسی و چینی BMP-1 ساخته شده‌است. سیستم حرکتی این نفربر بر پایه شنی است. بدنه نفربر از آلیاژ فولاد است که قطر آن ۵ تا ۱۹ میلیمتر را دارد. این نفربر توان مقاومت در برابر گلوله‌های تا ۱۲٫۷ میلیمتری را دارد. موتور این نفربر دیزلی با توان ۳۳۰ اسب بخار است که سرعتی بالغ بر ۶۵٫۵ کیلومتر بر ساعت را برایش مهیا کرده‌است. ظرفیت این نفربر ۱۲ نفر است. بر روی این نفربر مسلسل ۱۲٫۷ میلی‌متری دوشکا نصب شده‌است. این خودرو زرهی با هر بار سوخت‌گیری تا ۶۲۵ کیلومتر حرکت می‌کند. این خودرو می‌تواند برای محافظت از خود دود دفاعی تولید کند.

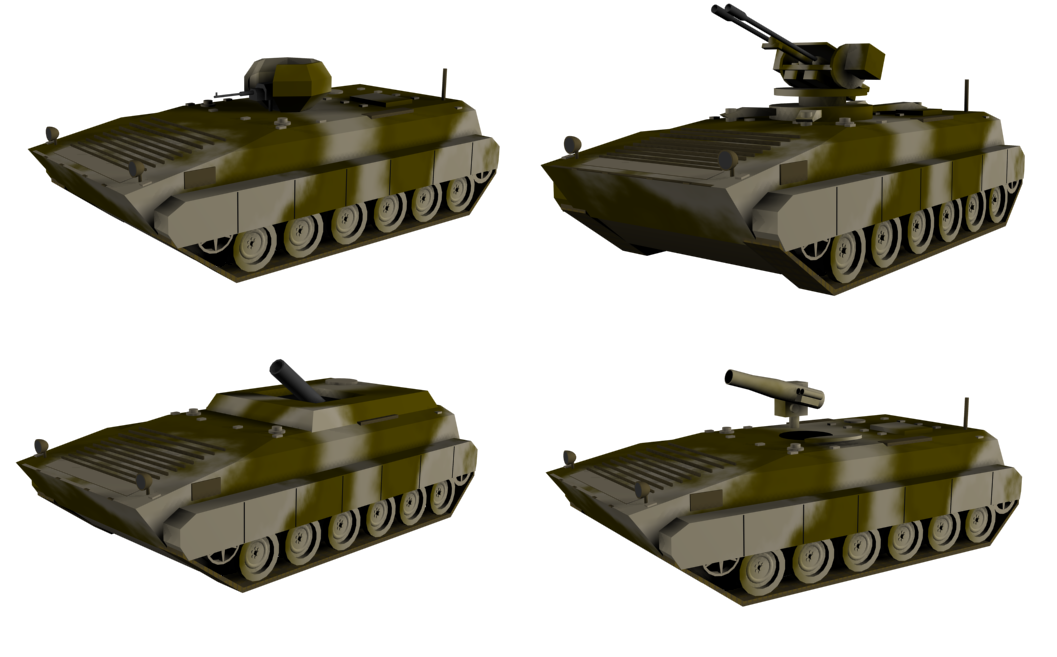
انواع مختلف براق

## مدل‌های دیگر
از براق در مدل‌های مختلفی ساخته شده‌است که هر کدام کارایی مخصوص به خود را دارد. از این جمله:
- مدل خمپاره انداز خودکششی که به یک خمپارهٔ ۱۲۰ میلی‌متری مجهز است و قابلیت پرتاب ۵۰ خمپاره را دارد.[۵][۱۲][۷] در سال ۱۳۹۶ از مدل مجهز این نفربر به راکت‌انداز ۱۰۷ میلیمتری نیز رونمایی شد.[۱۳][۱۴]
- مدل موشک‌انداز که بر روی خود سیستم موشکی طوفان را دارد.[۵][۱۵]
- مدل ضدهوایی که با نصب تیربار ضدهوایی ۲۳ میلیمتری با نام کبرا شناخته می‌شود.[۵][۷][۱۶]
- نسخه فرماندهی، به عنوان ایستگاه فرماندهی میدان نبرد.[۵][۱۵]
- نسخه آمبولانس زرهی مجهز به تجهیزات پزشکی و قابلیت حمل چهار تخت حمل مجروح.[۵][۷]
- به یک خودرو حمل تجهیزات تبدیل شده.

## کشورهای استفاده‌کننده
ایران که تعداد ۱۴۰ دستگاه از این نفربر را در اختیار دارد.
 سودان که با نام خاتم ۱ شناخته می‌شود. تعداد ۱۰ دستگاه از ایران خریداری کرد که در سال ۲۰۰۳ به آنها تحویل داده شد.